# Nuevo Siglo
Nuevo Siglo és un edifici de Premià de Mar (Maresme) protegit com a Bé Cultural d'Interès Local.

## Descripció
Es tracta d'un edifici entre mitgeres d'una sola crugia, de planta lliure. En planta baixa aprofitament del pati. L'escala és d'un sol tram adossada a la paret. La coberta és un terrat.
L'edifici té orientació cap al sud. Les dues primeres plantes són obertes a tota l'amplada i alçada dels aparadors, amb tancaments de fusta. La segona planta està destinada a habitatge amb un balcó corregut i dues finestres. Sobre les finestres hi ha la inscripció "Nuevo Siglo". El coronament és noucentista.

## Història
Anteriorment, l'habitatge constava d'entre mitgeres de planta baixa i pis amb petita botiga de llaunes. Pels voltants de 1920 el contractista Pau Albert s'encarregà de la remodelació en magatzem.